# 레이철 매슈스
레이철 매슈스(Rachel Matthews, 1993년 10월 25일 ~ )는 미국의 배우이다.

## 출연 작품
- 해피 데스데이 (2017)
- 해피 데스데이 2 유 (2019)
- 겨울왕국 2 (2019)